# Kali (geslacht)
Kali is een geslacht van straalvinnige vissen uit de familie van de chiasmodontiden (Chiasmodontidae). Het geslacht is voor het eerst wetenschappelijk beschreven in 1909 door Lloyd.

## Soorten
De volgende soorten zijn bij het geslacht ingedeeld:
- Kali colubrina Melo, 2008
- Kali falx Melo, 2008
- Kali indica Lloyd, 1909
- Kali kerberti (Weber, 1913)
- Kali macrodon (Norman, 1929)
- Kali macrura (Parr, 1933)
- Kali parri Johnson & Cohen, 1974